# 货物列车

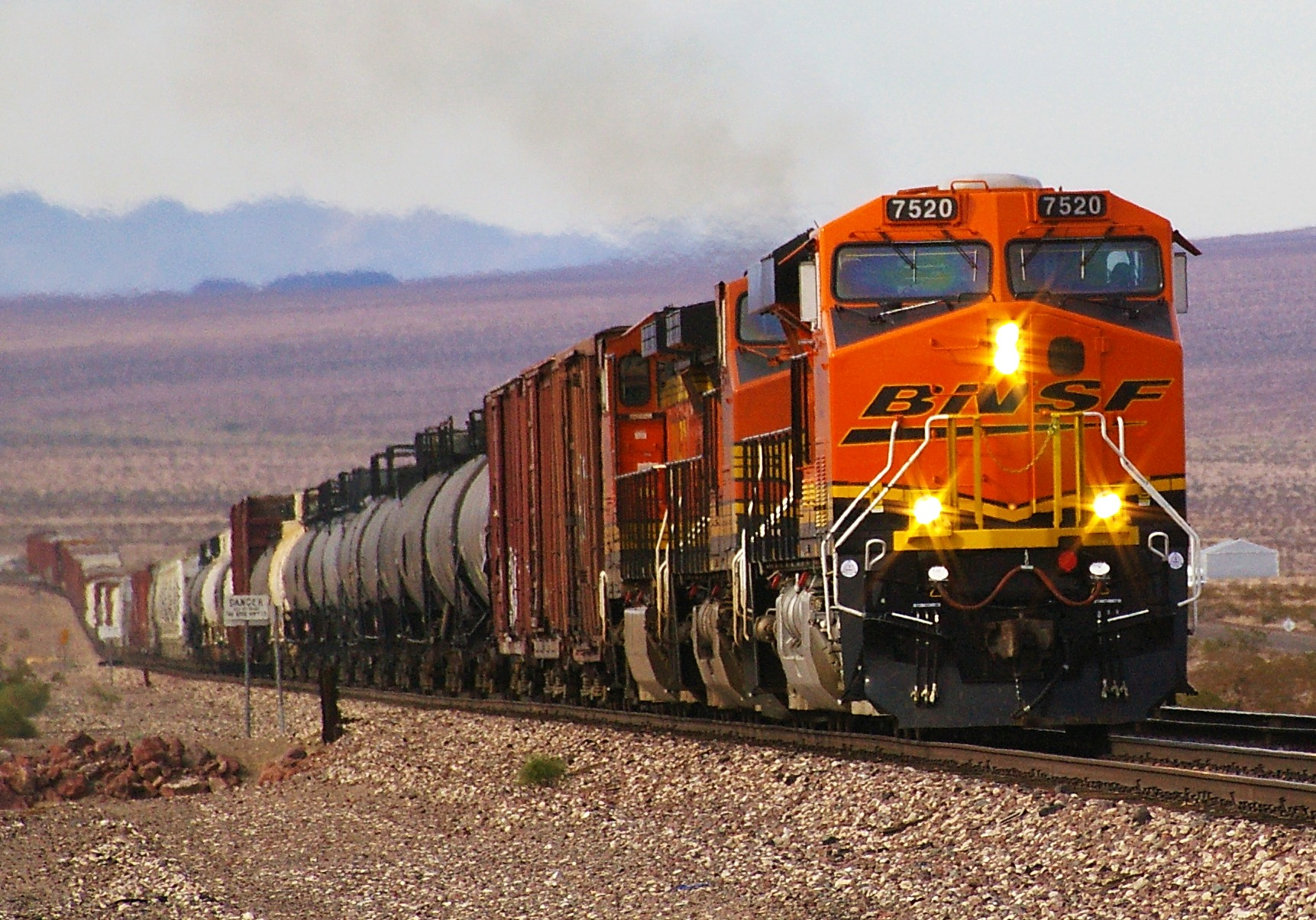
美国的货物列车

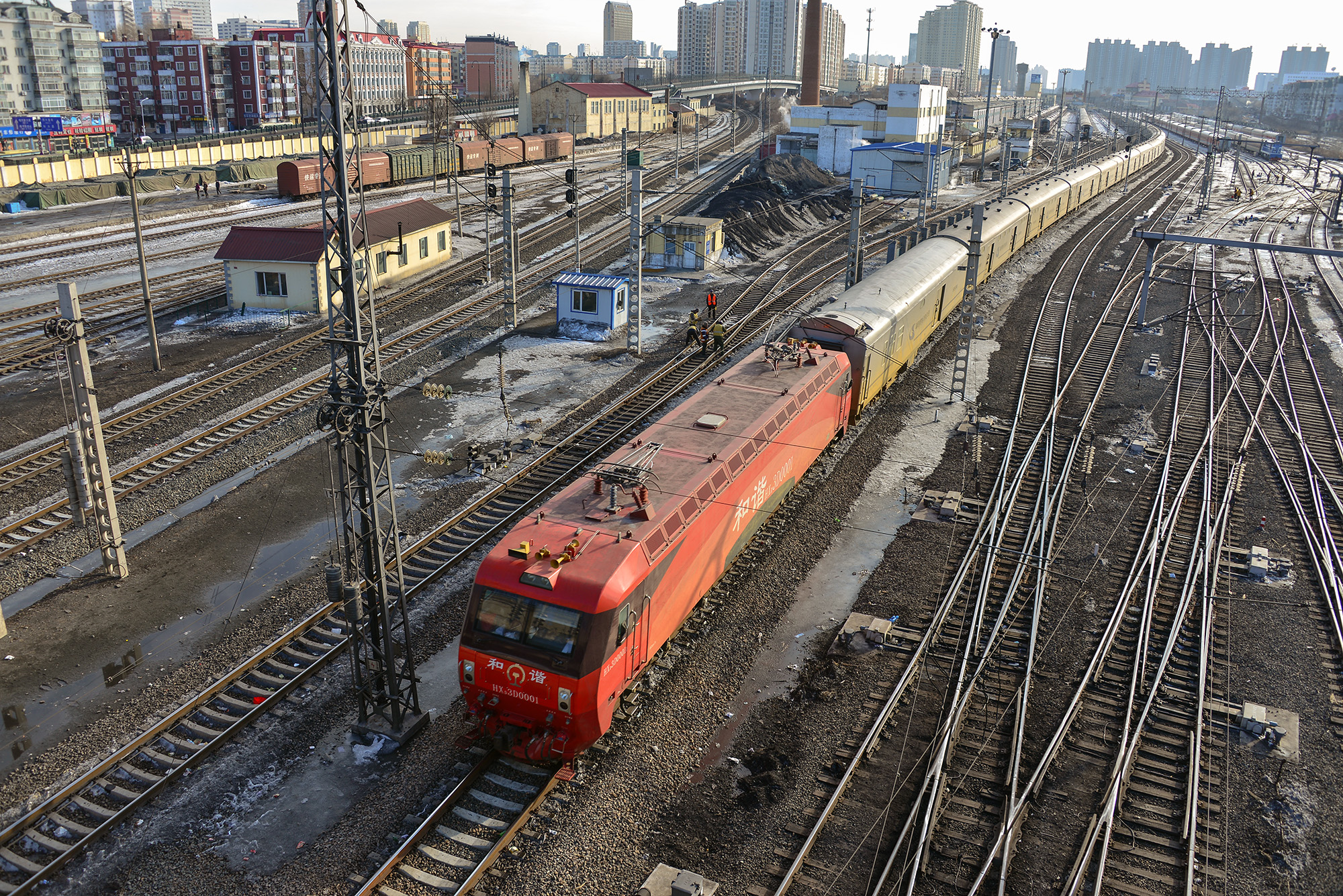
中国X105次行包列车在驶出哈尔滨站调车场，由和谐3D型电力机车牵引

货物列车是鐵路運輸系統中用來运送各类貨物的铁路列车，与之相对的是运送旅客为主的旅客列车。
根据列车编组计划，货物列车一般可以划分为直达货物列车、直通货物列车、区段货物列车、零担货物列车、摘挂货物列车、小运转货物列车等各种类型。若根据运输性质和用途，货物列车亦可以划分为快运货物列车（以较高的速度运送鲜活或易腐货物的列车）、定期货物列车（有稳定车流保证定期开行的货物列车）、专用货物列车（例如煤炭运输列车、集装箱列车、超限货物列车等）等类型。
货物列车通常由各种鐵路貨車编组而成，敞车、棚车和平车是最常见的通用货车种类。此外，因应不同货物的运输需要和提高货车的利用率，又产生了各种各样的专用货车和特种货车，例如装载各种气体或液体的罐车、保温车、集装箱专用平车、漏斗式散装货车、汽车载运车等。

## 歴史
最早有记录的使用铁路进行货物运输是在公元前2200年左右的巴比伦。其形式是由马（有时是人力）沿着车道拉的马车。。

## 構成

### 機車
货运列车几乎完全由机车驱动。历史上，蒸汽机车是主流，但在20世纪20年代，柴油机车和电力机车相继出现，取代了蒸汽机车，与前者相比更可靠、排放更清洁、成本更低。。

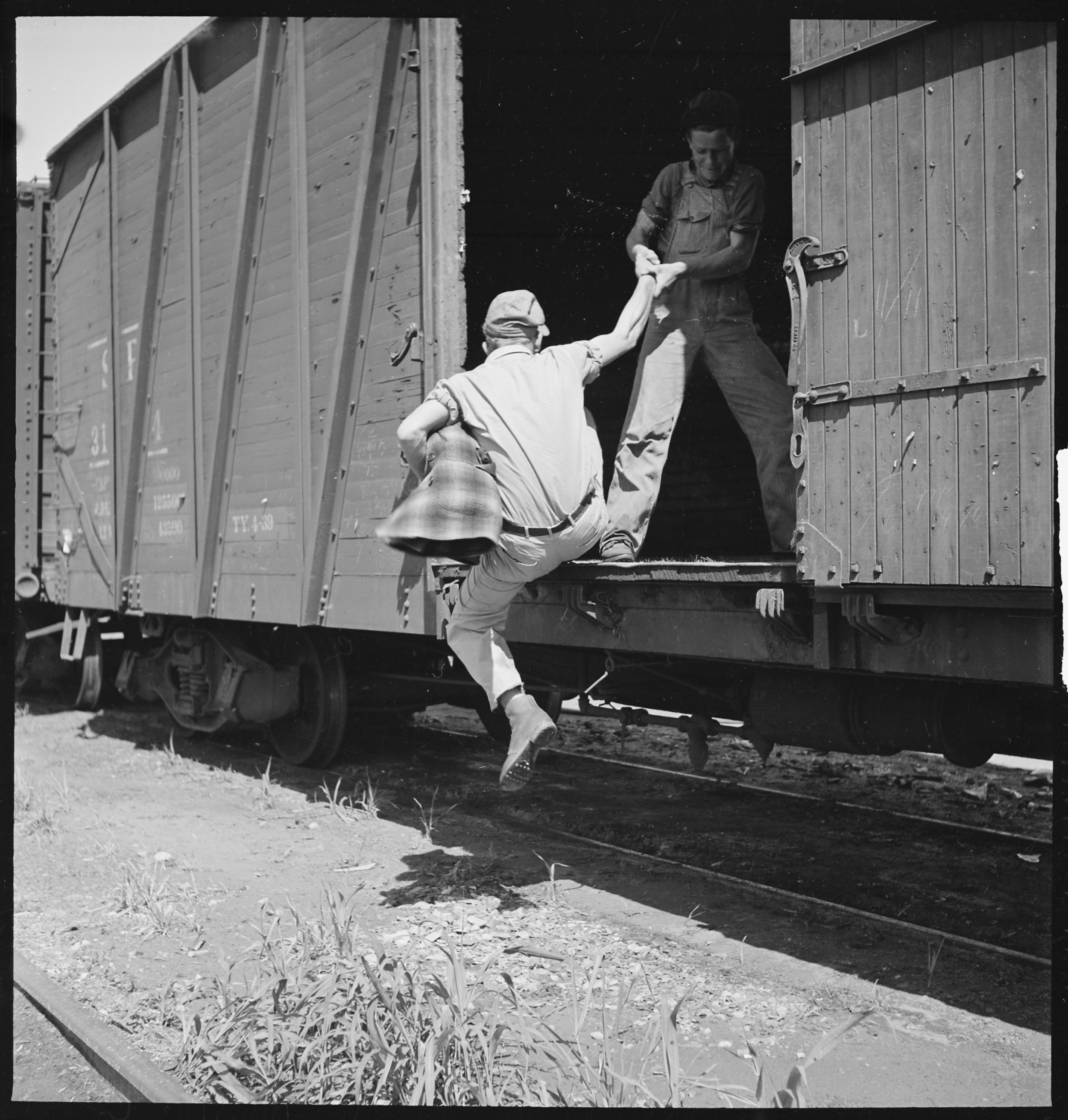
Freighthopping

### 貨車
货运列车使用货车运载货物。货车通常没有动力，用于运载各种各样的货物。。
货运列车上有时会搭载一些既没钱又不想合法出行的人，这种行为被称为“跳车”。大多数漏斗货车都会偷偷溜进铁路货场，然后藏匿在棚车里。大胆的跳车者会“当场跳下”，也就是跳进行驶的火车，有时会导致致命事故，其中一些事故没有被记录下来。搭乘货运列车离开城镇或地区的行为有时被称为“乘火车出站”，就像搭乘火车出城一样。。

### 客货混编列车

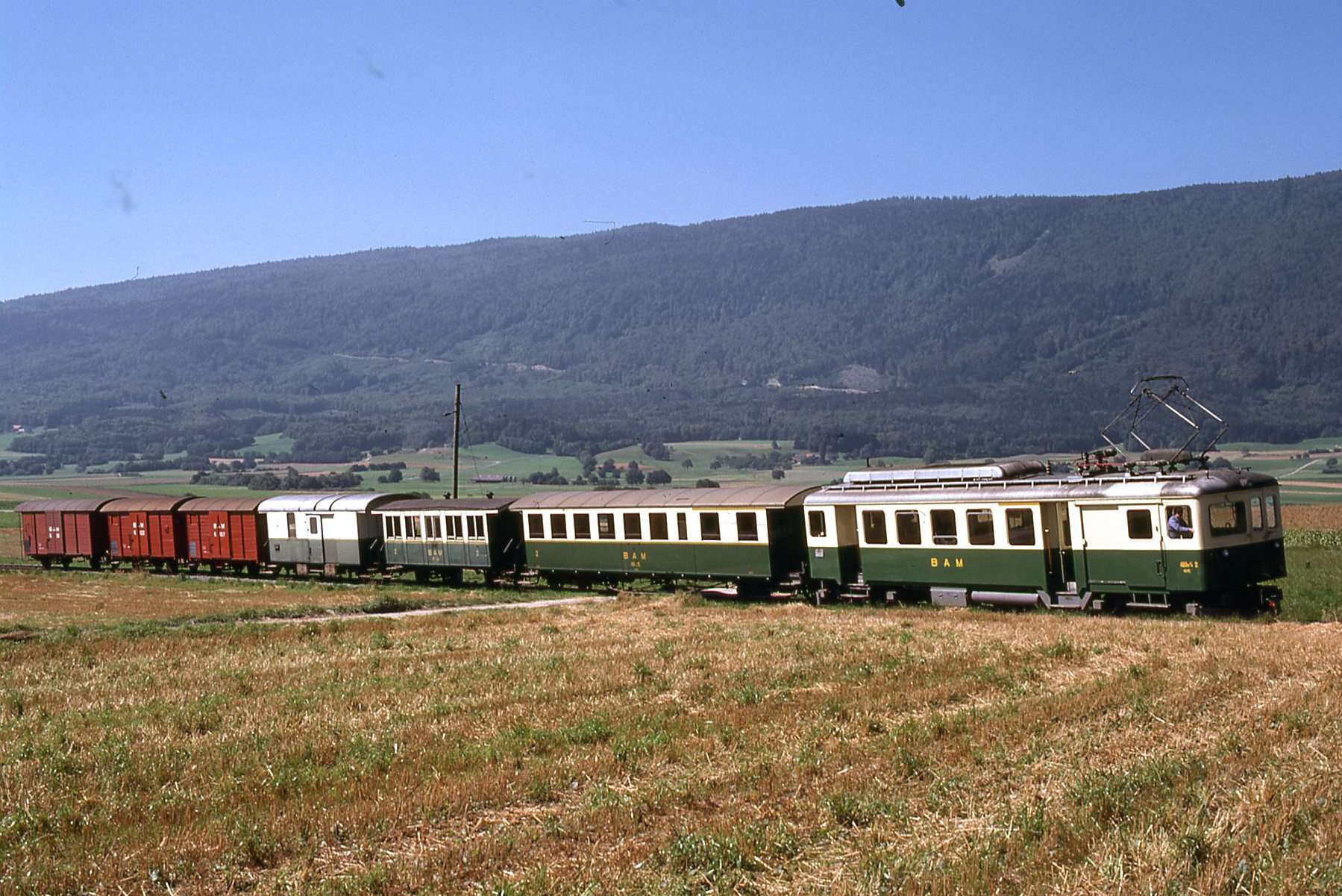
瑞士的混合列车（约20世纪70年代）

客货混编列车是指客车和货车组合在一列火车上的列车类型。在地方铁路，通常没有足够的机车、乘务员或车站工作人员来覆盖主干线上的车辆数量，因此从某种程度上来说，将服务合并为一列火车比运营单独的火车更为合理。

## 各国的貨物列車

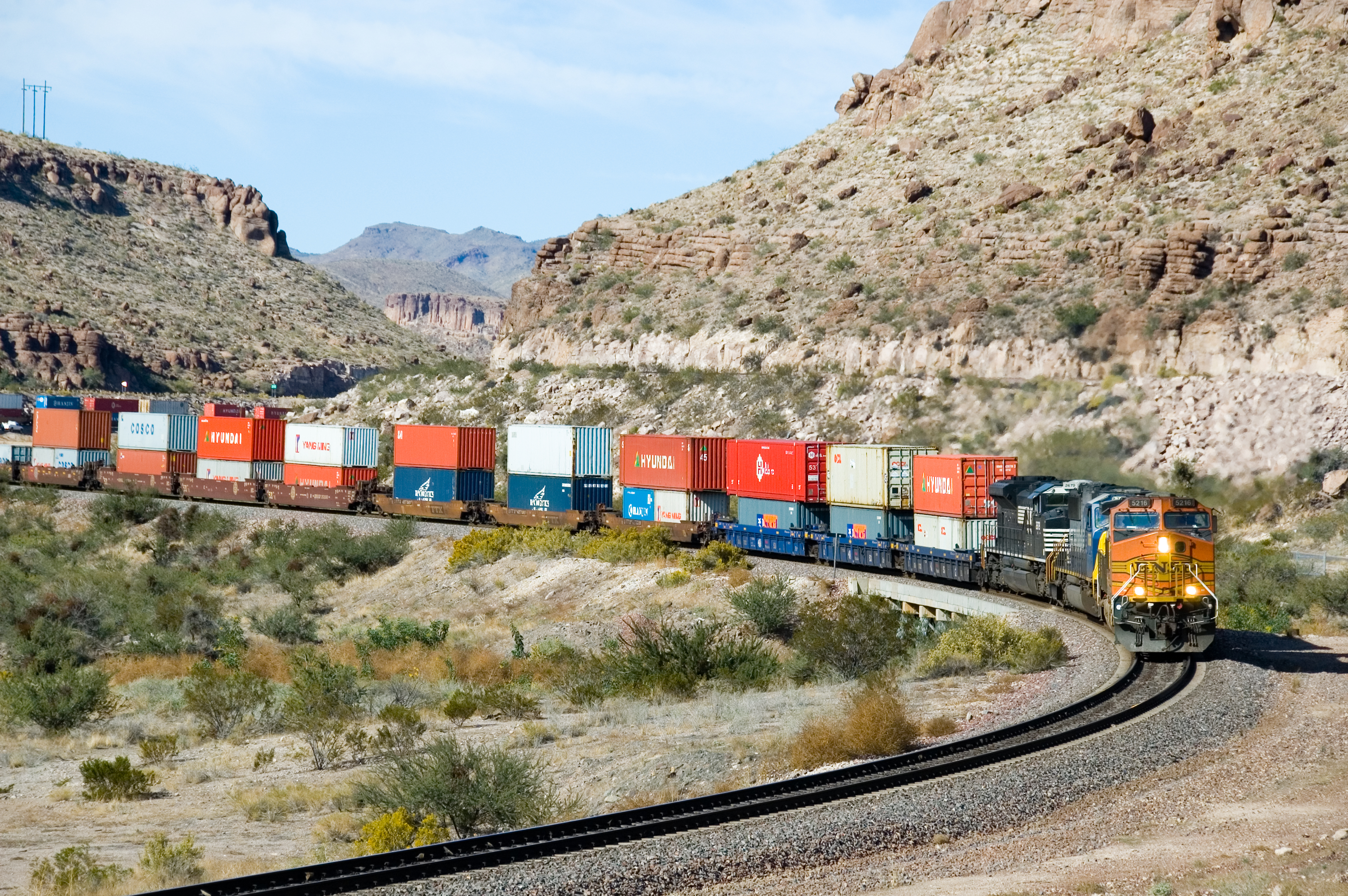
美国双层集装箱列车（亚利桑那州）

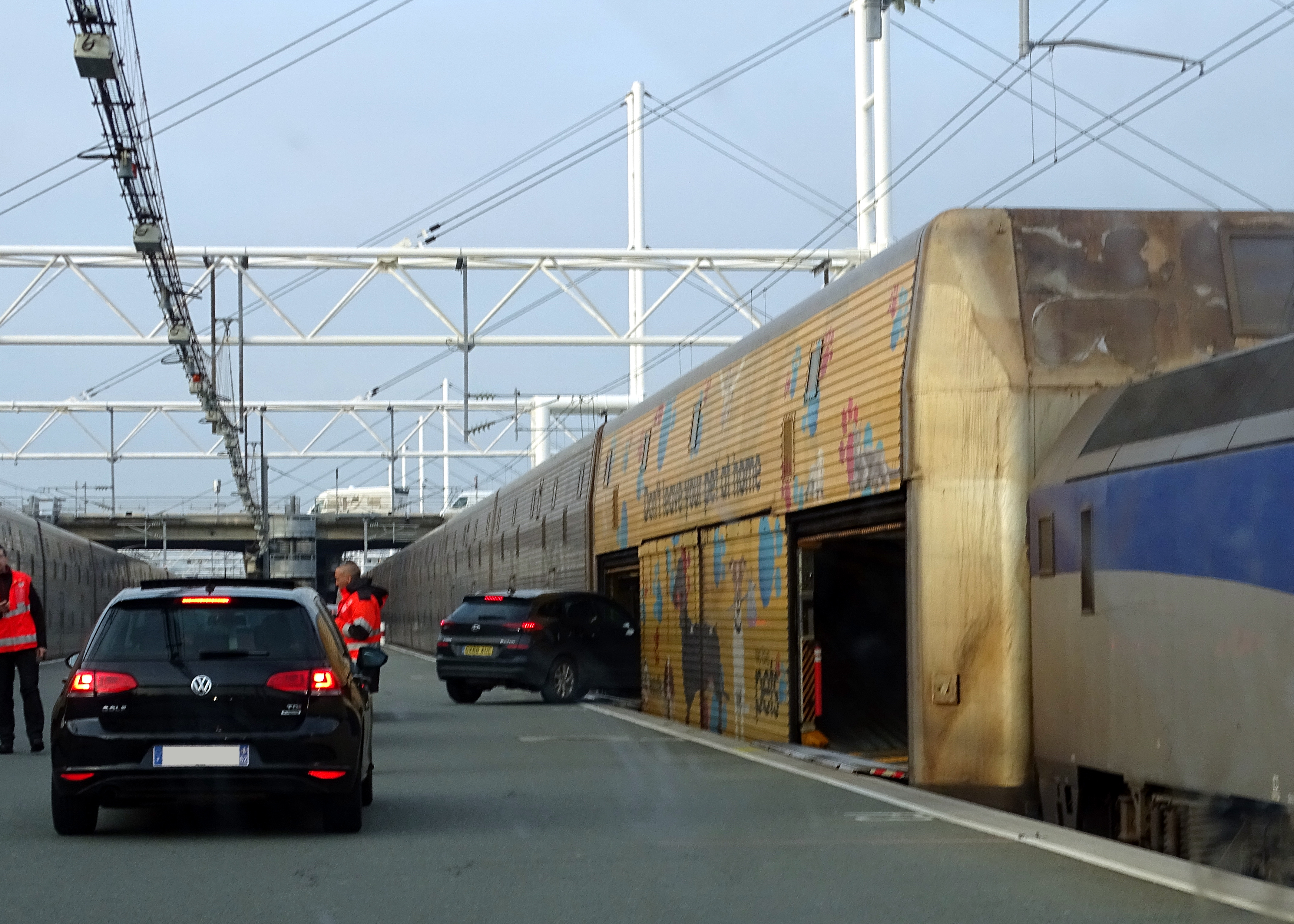
车辆被装载到英吉利海峡隧道穿梭车上

在大陆国家，它仍然在物流领域发挥着重要作用，提供最便宜、最有效的陆路货物运输方式。特别是在北美，例如美国和加拿大，运行着每列载有近100节双层车厢的长货运列车，其中海运集装箱堆叠高度为两层，并且正在将这些列车与其他陆地运输方式连接起来，例如背驮式运输和双模拖车系统。
陆桥概念已被提出，该概念将把以前通过船舶运输的货物转移到使用横贯大陆铁路进行陆路运输。它虽然具有实现高速运输的优势，但也面临诸多挑战，如铁路设施的现代化、途经国的海关待遇、盗窃、损坏等问题、打击走私和偷渡等措施。它以连接欧洲与中国大陆沿海和俄罗斯远东地区的欧亚大陆桥而闻名。中国政府正在推动“一带一路”倡议，该倡议利用了这条航线（结合途经印度洋的海上航线）。

### 美国
在美国，牵引客车和货车的蒸汽机车于1830年开始运营。。到1915年，铁路总长度已达42万公里，成为世界上最长的铁路。
。第二次世界大战后，高速公路和航空旅行发展起来，除大都市通勤运输外，铁路运输迅速衰落。。另一方面，货物运输的运输能力越大，与公路、航空运输相比越有优势，铁路货运至今仍然活跃。
。

### 法国
法国的TGV运营邮政列车和包裹列车。。在欧洲，载有汽车的摆渡列车（例如欧隧穿梭）也在运行。
。

### 中国

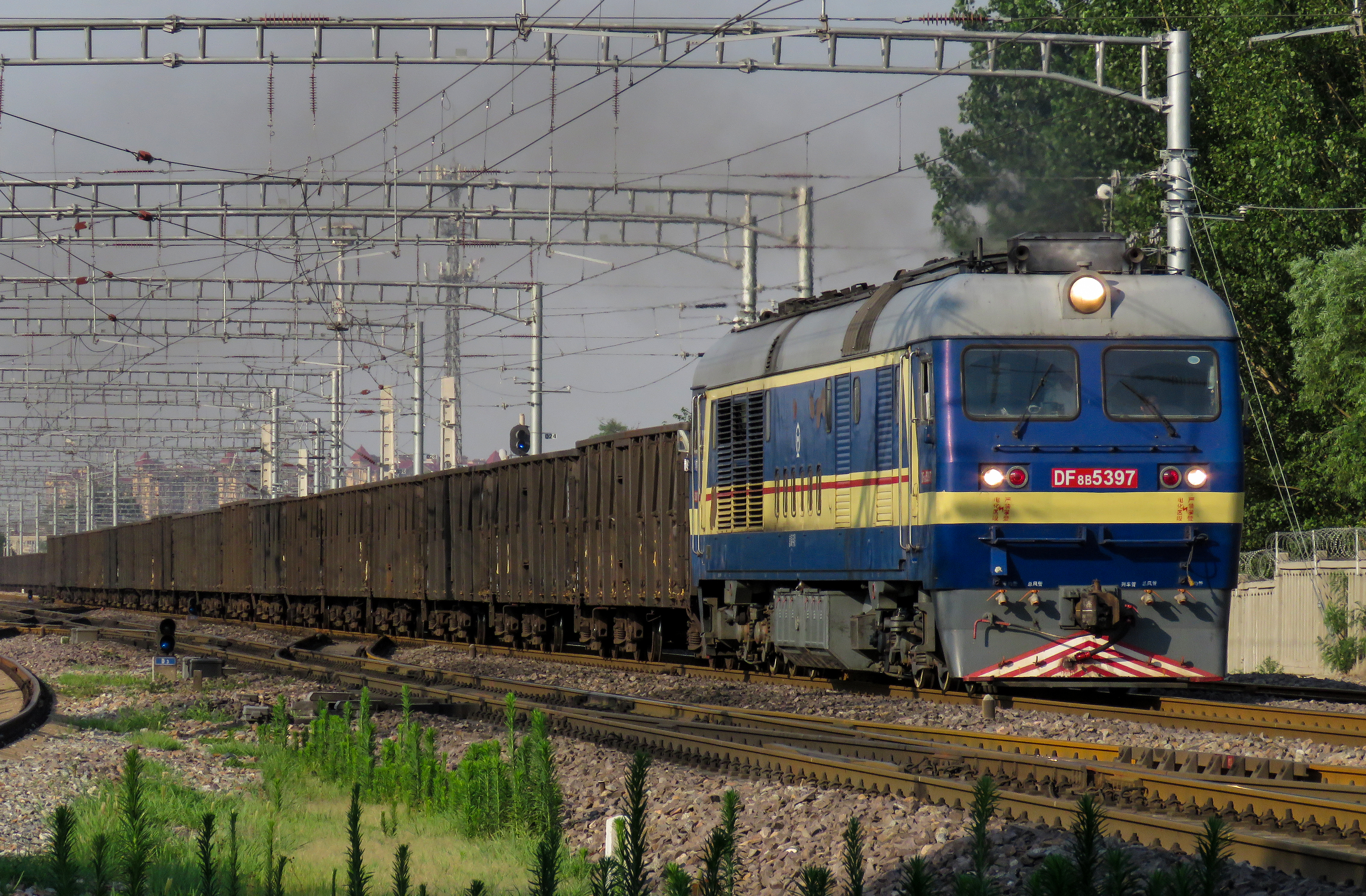
一辆由DF8B牵引的货运列车

中国铁路货运需求增长迅速，2009年货运量达到25239.17亿吨公里，超过美国成为世界第一铁路货运国。。与美国不同，铁路客运量也在增加，而货运列车由于无法增加运力，因此正在进行客货分离。。一些煤矿铁路运行由蒸汽机车牵引的煤炭运输列车。。

## 参看
- 铁路重载运输
- 編組站
- 旅客列車